# Juillac-le-Coq
Juillac-le-Coq ist eine südwestfranzösische Gemeinde mit 655 Einwohnern (Stand 1. Januar 2022) im Département Charente in der Region Nouvelle-Aquitaine; sie gehört zum Arrondissement Cognac und zum Kanton Charente-Champagne.

## Lage
Juillac-le-Coq liegt etwa 14,5 Kilometer (Fahrtstrecke) südöstlich der Stadt Cognac auf einer Höhe von etwa 60 Metern ü. d. M.
Umgeben wird Juillac-le-Coq von den fünf Nachbargemeinden:
| Angeac-Champagne     |                                             | Segonzac             |
| Saint-Fort-sur-le-Né | Kompassrose, die auf Nachbargemeinden zeigt |                      |
|                      | Verrièrese                                  | Lignières-Ambleville |

## Bevölkerungsentwicklung
| Jahr      | 1968 | 1975 | 1982 | 1990 | 1999 | 2006 | 2016 |
| Einwohner | 748  | 673  | 637  | 684  | 654  | 663  | 652  |

Bei der ersten Volkszählung in Frankreich im Jahre 1793 hatte der Ort 707 Einwohner; Mitte des 19. Jahrhunderts stieg die Bevölkerung zeitweise auf über 900 an um nach dem Ende der Reblauskrise (ca. 1865–1885), die in nahezu allen Weinbauregionen Frankreichs einen deutlichen Rückgang der Bevölkerung zur Folge hatte, auf etwa 600 bis 700 zurückzugehen.

## Wirtschaft
Die Landwirtschaft und vor allem der Weinbau spielten in den Dörfern der Charente immer schon eine wichtige Rolle. Während Getreide, Gemüse und Ölsaaten (Sonnenblumen) vorwiegend für den eigenen Bedarf angebaut wurden, konnte man mit dem Wein- (später auch Branntwein-) Export nach England, Schottland und in andere Länder Mittel- und Nordeuropas gutes Geld verdienen, wobei sich allerdings die Weinbauern mit dem geringeren Teil des Verdienstes begnügen mussten. Heute gehört das Südufer der Charente bei Juillac-le-Coq zur Lage der Grande Champagne innerhalb des großen Anbaugebiets der Cognac-Weine.

## Geschichte
Protohistorische runde Gräben wurden im Ortsteil Saint-Pierre entdeckt; bronzezeitliche Siedlungsspuren wurden in der Nähe des Weilers Matignons freigelegt. Von römischen oder gallorömischen Funde ist nichts bekannt. Im Mittelalter gehörte Juillac zur Châtellenie de Bouteville, welche wiederum im Besitz der Grafen von Angoulême stand.

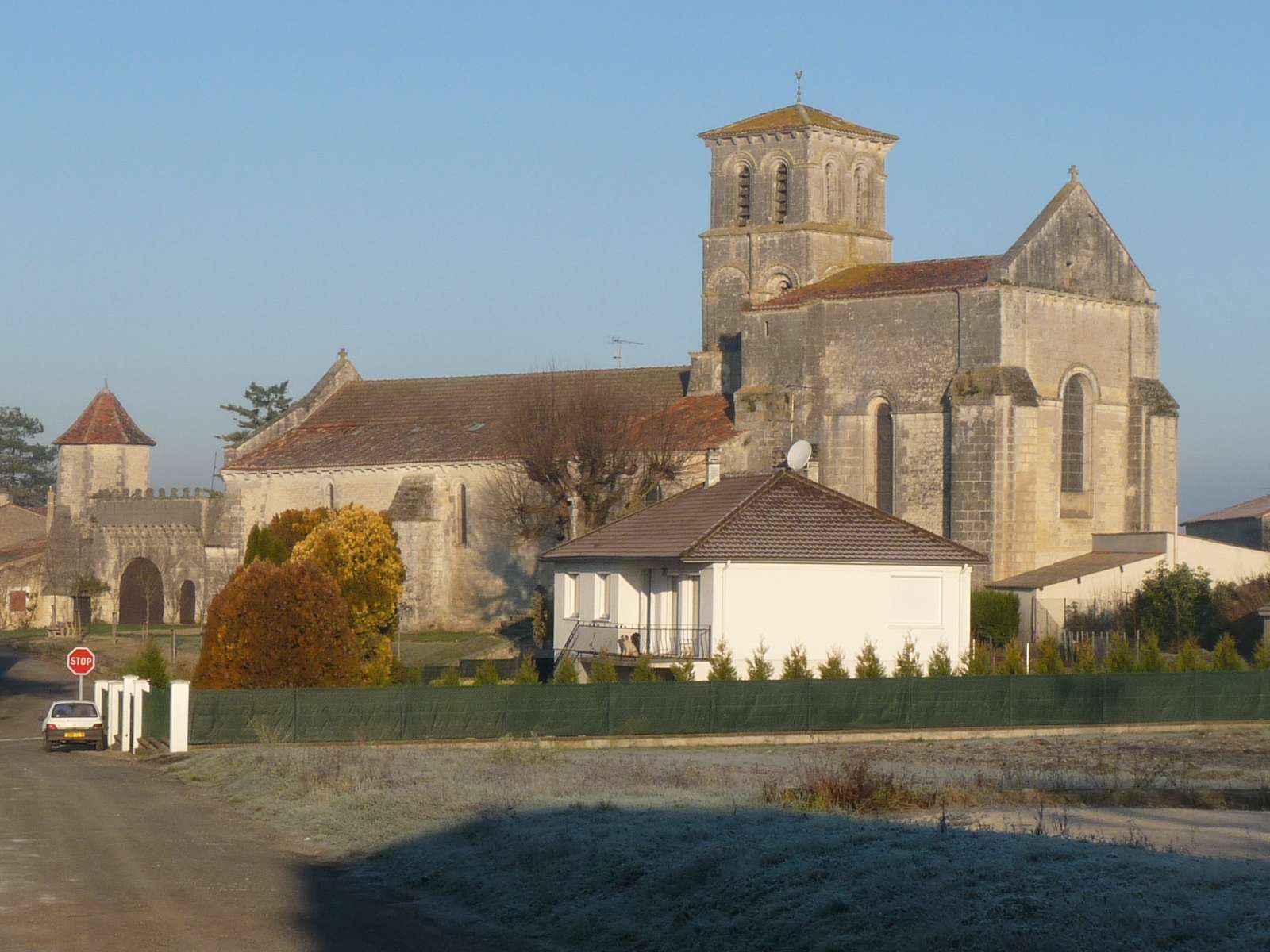
Kirche Saint-Martin

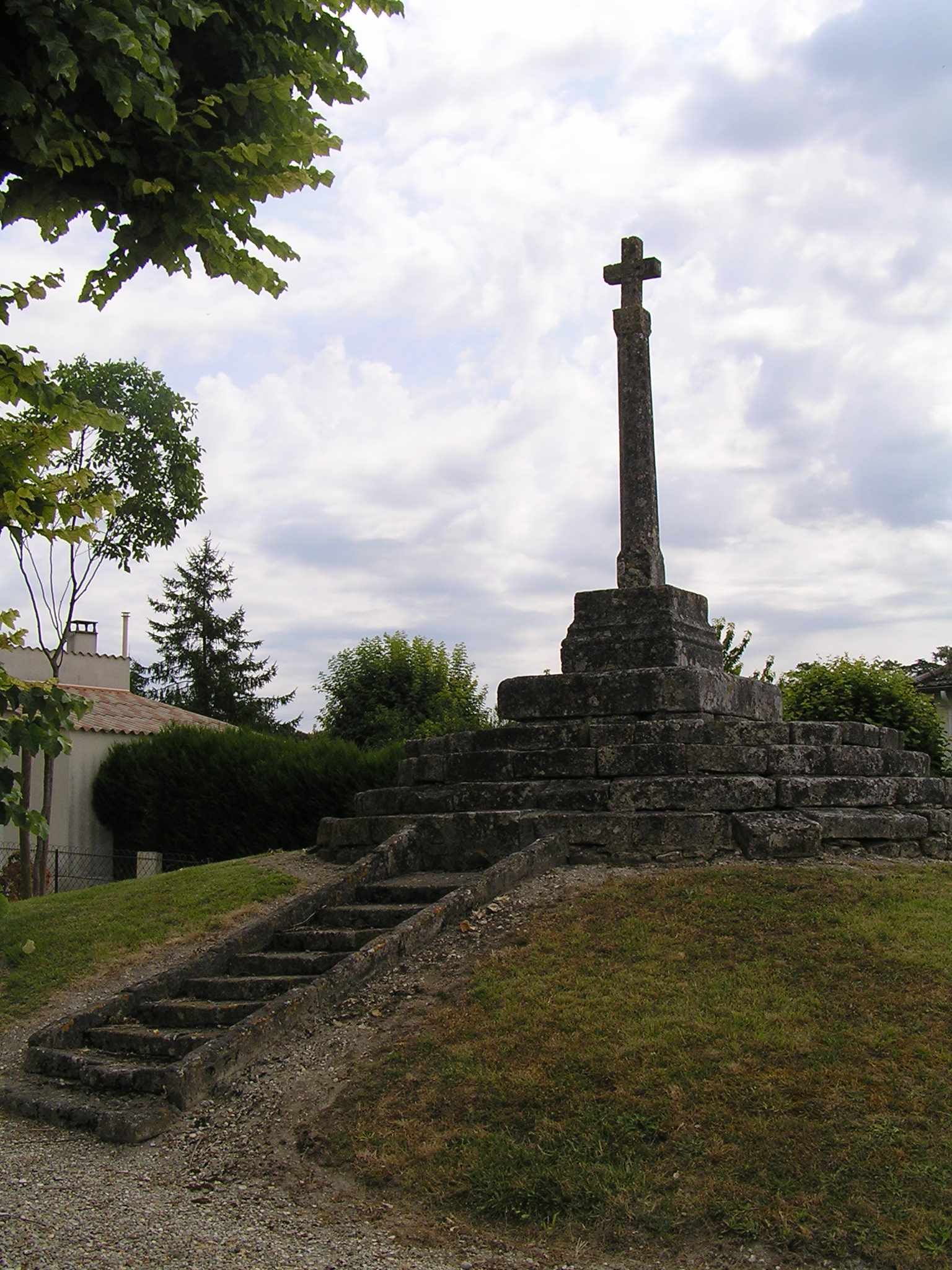
Friedhofskreuz oder Hosianna-Kreuz

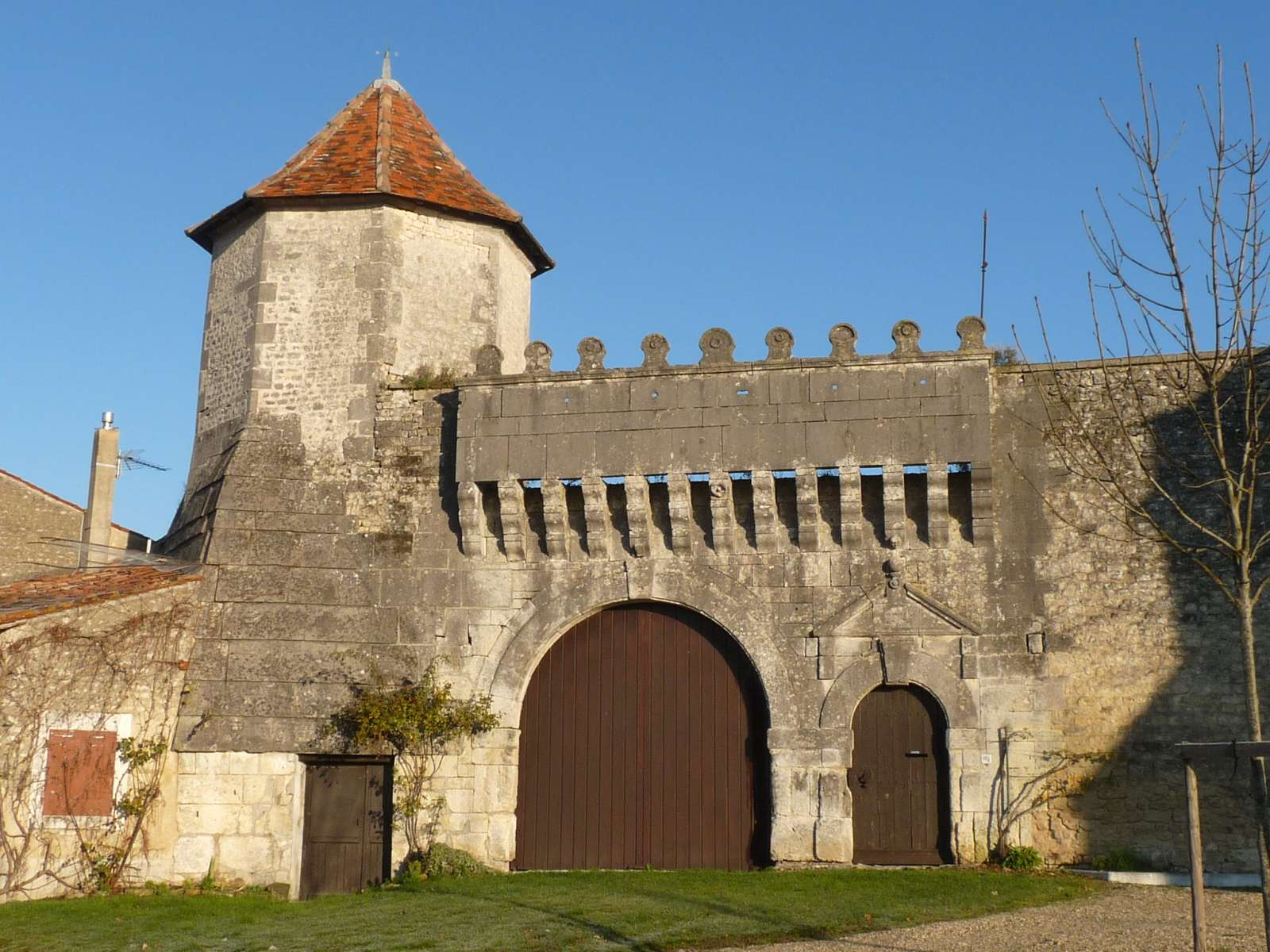
Château de Juillac

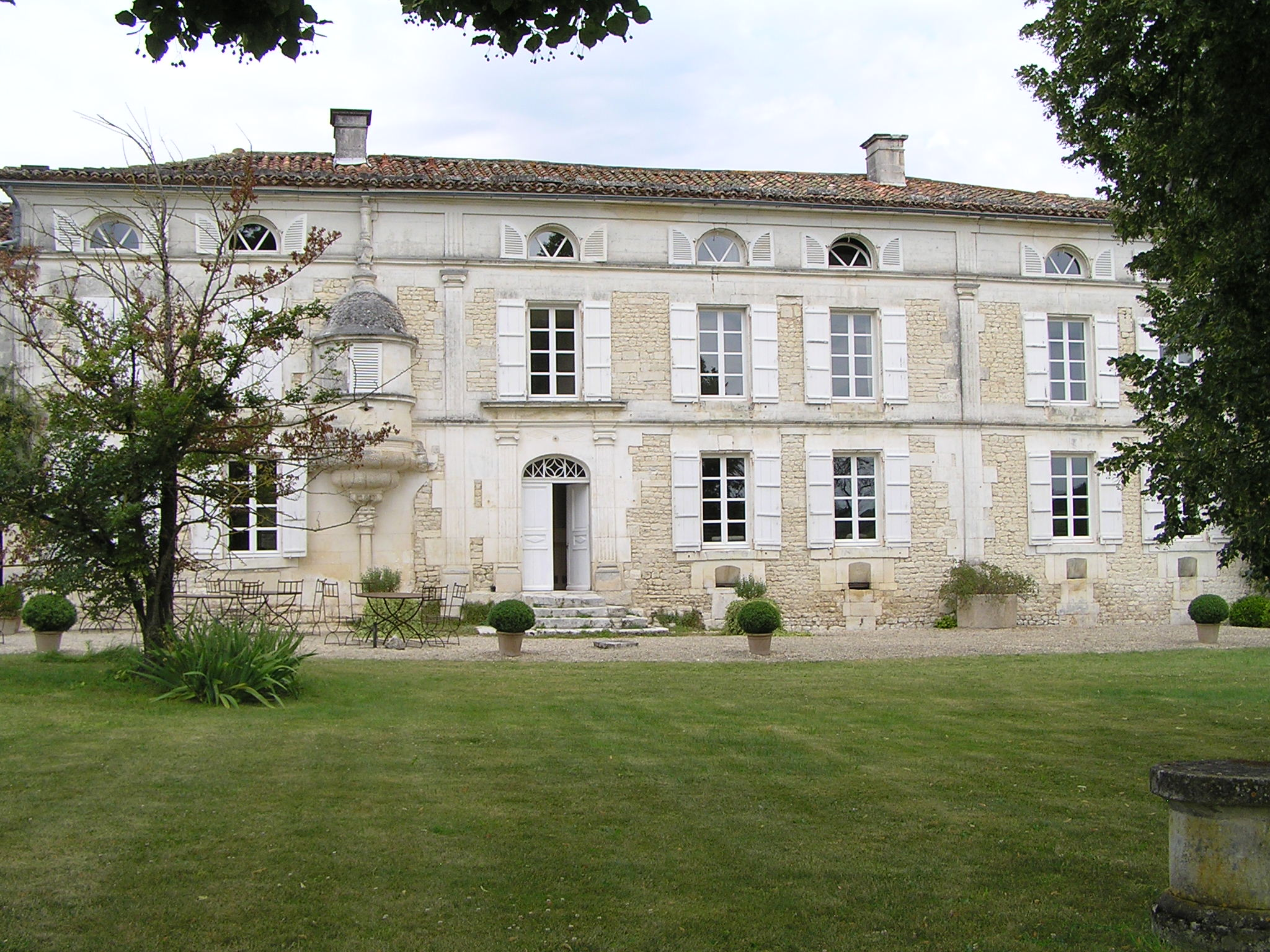
Logis de Frêne

## Sehenswürdigkeiten
- Die Ursprünge der romanischen Pfarrkirche Saint-Martin gehen auf das 12. Jahrhundert zurück; aus dieser Zeit stammen das Mittelschiff und der Vierungsturm. Im 14. Jahrhundert wurde der Chor der Kirche – allerdings in romanischen Stilformen – vergrößert und erhöht; aus dieser Zeit stammen möglicherweise auch die Seitenschiffanbauten. Im 16. Jahrhundert erlitt das Bauwerk in den Hugenottenkriegen (1562–1598) einige Schäden, die aber kurze Zeit später wieder ausgebessert wurden – im Rahmen dieser Maßnahme wurde der Bau durch mächtige Strebepfeiler stabilisiert; das Renaissance-Portal auf der Südseite entstammt ebenfalls dieser Zeit. Über dem schmuck- und tympanonlosen Archivoltenportal der Westfassade befindet sich ein vergleichsweise großes Rundbogenfenster. Das Kircheninnere ist dreischiffig – eine große Ausnahme in der Region; alle drei Schiffe sind tonnengewölbt. Der Chor hat einen geraden Schluss und Rippengewölbe. Der Kirchenbau ist seit dem Jahr 1991 in die Liste der Monuments historiques[1][2] eingetragen. Diverse Kultgegenstände sowie Teile der Innenausstattung der Kirche sind ebenfalls denkmalgeschützt[3]
- Auf der Südseite der Kirche in Höhe des Chores steht ein Kreuz auf einem künstlichen Hügel und einem mehrstufigen runden Unterbau, auf welchem ein mehrfach abgestufter und teilweise profilierter quadratischer Sockel ruht; der oktogonale Schaft endet in einem dekor- und figurenlosen lateinischen Kreuz. Der Unterbau stammt noch aus dem 12. Jahrhundert, während der Schaft dem 16. Jahrhundert zugerechnet wird. Das Kreuz wird allgemein als Calvaire oder als Friedhofs-Kreuz (croix de cimetière) bezeichnet, doch trägt es keinerlei figürliche Elemente; es könnte sich folglich auch um ein Hosianna-Kreuz gehandelt haben. Es ist ebenfalls seit 1991 als Monument historique[4] anerkannt.
- Das schmucklose protestantische Gotteshaus (temple) aus dem 19. Jahrhundert wurde zwischenzeitlich in ein Wohnhaus umgewandelt; seine schmucklose Giebelfassade ist als Hauseingang erhalten geblieben.
- Mit dem Bau des Schlosses von Juillac (Château de Juillac) wurde wahrscheinlich im Jahr 1594 begonnen; die Arbeiten zogen sich allerdings bis weit ins 17. Jahrhundert hinein hin. In der Französischen Revolution wurde es zerstört – nur der Portaltrakt mit seinen Maschikulis und ein polygonal gebrochener Turm blieben erhalten. Der Bau befindet sich in Privatbesitz und ist zu einem Hotel umgebaut worden. Seit 1986 sind die Überreste als Monument historique[5] eingetragen.
- Das Château de Beauregard stammt aus dem 18. Jahrhundert; die Terrasse und die Gärten wurden im 19. Jahrhundert umgebaut. Der Bau befindet sich in Privatbesitz, kann aber während der Sommermonate teilweise besichtigt werden; er ist seit 1988 als Monument historique[6][7] anerkannt.
- Das Manoir de Frêne ist ein zweieinhalbgeschossiger Bau aus dem 16. Jahrhundert mit einem hübschen Balkonerker und einem gepflegten Garten. Die Ecksteine und Fenstereinrahmungen sind aus exakt behauenen Steinen errichtet, wohingegen die Füllsteine der Außenwände lediglich soweit bearbeitet sind, dass sie zu einem Mauerverband taugen; vielleicht waren sie ehemals – wie im Obergeschoss mit seinen Halbrundfenstern – hinter einer Putzschicht verborgen. Seit 1986 als Monument historique[8] eingetragen, befindet sich der Bau in Privatbesitz.
- Mehrere Brunnen im Ort sowie einige Bauernhäuser und Wegkreuze in der Umgebung sind ebenfalls von historischem Wert.[9]